# Joseph Roduit
Joseph Roduit c.r.a., né le 17 décembre 1939 à Saillon (canton du Valais) et mort le 17 décembre 2015 à Saint-Maurice (canton du Valais), est le 94e Père Abbé (abbé mitré nullius dioecesis), de l'abbaye territoriale de Saint-Maurice d'Agaune en Suisse de 1999 à 2015.

## Biographie
Joseph Roduit entreprend une formation de théologie à l'université de Fribourg avant de devenir prêtre. Il devient chanoine régulier de saint Augustin le 15 novembre 1964 et est ordonné prêtre le 4 septembre 1965. Il officie alors dans le diocèse de Sion, à Vollèges et Bagnes, puis continue son ministère à l'abbaye de Saint-Maurice, comme prieur puis maître des novices. Il est élu Père Abbé de l'abbaye le 5 avril 1999. Son élection est confirmée par le Saint-Siège le 14 mai de la même année et il reçoit la bénédiction le 31 juillet 1999.
Il est actif au sein de la conférence des évêques suisses dans plusieurs dicastères, notamment celui des aumôneries spécialisées qui est entre autres en charge dans le monde de la santé, les foyers et homes, le service de contact pour homosexuels ; et celui des missions. Il est aussi actif dans les commissions du service de contact pour homosexuels et du conseil missionnaire catholique suisse.
Le 17 décembre 2014, Joseph Roduit fête ses 75 ans. Il présente alors sa démission auprès du pape François. Ce dernier l'accepte et rend sa réponse le 18 mars 2015. Joseph Roduit se sent alors « soulagé ». Il continue de gérer la communauté des chanoines ainsi que l'abbaye en tant qu'administrateur apostolique de l'abbaye et, à ce titre, convoque un chapitre qui désigne son successeur que le pape doit ratifier. Cette succession intervient en pleine année jubilaire de la communauté qui fête ses 1 500 ans, ce qui est, selon Joseph Roduit, une bonne chose. Le chanoine Jean Scarcella lui succède le 22 mai 2015 près avoir été élu le 10 avril 2015.
Le 17 décembre 2015, jour même de son 76e anniversaire, il décède à la clinique Saint-Amé à Saint-Maurice où il était hospitalisé.

## Œuvres
- Chrétiens jusqu'au bout des doigts. Guide pratique pour la prière et la vie chrétienne, Saint-Augustin, coll. « Spiritualité en poche », 14 mars 2001